# Шлях кенгуреняти
Шлях кенгуреняти (англ. Two in the bush) — повість британського письменника-натураліста Джеральда Даррелла, видана видавництвом Коллінз у 1966 році.

## Історія створення
За словами автора, повість була написана за результатами шестимісячної поїздки до Нової Зеландії, Австралії та Малайї. Причинами тієї поїздки було бажання Даррелла дізнатись про стан охорони тварин у вказаних країнах та замовлення телекомпанії Бі — Бі — Сі про зйомки телесеріалу.

## Сюжет
Автор послідовно описує свої враження від відвіданих країн, організацію зустрічей з боку представників урядів, місцеві звичаї, види тварин, яких довелося побачити та зафільмувати, у тому числі сумчасту білку та такахе — птаха, який понад п'ятдесят років вважався вимерлим.
Під час подорожі Австралією Д. Дарреллу навіть вдається спостерігати пологи кенгуру.
З притаманним йому гумором Д. Даррелл розповідає про нестандартні кумедні, а іноді й небезпечні ситуації, в які потрапляє зі своєю командою.
Насамкінець він підсумовує, що охорона тварин це не тільки рятування самих тварин, а й збереження осередків їх проживання. При цьому Д. Даррелл згадує про створений ним Джерсійський зоопарк, згодом перетворений на Джерсійський трест охорони тварин.